# 1·26浙江重大医疗事故
1·26浙江重大医疗事故或浙江“医生违规致多人感染艾滋”案是2016年12月发生在中国浙江杭州的一起造成至少五名女性感染人類免疫缺陷病毒（HIV）的重大医疗事故，事故最早在2017年1月26日由浙江省中医院通报浙江省卫生和计划生育委员会，由该委员会经调查后于2017年2月6日公开，确认至少造成5名女性感染HIV。涉事的浙江省中医院为杭州市的一家重要的公立医院。事后，涉事医院领导被免职和警告，涉事医务人员后经审判因医疗事故罪获刑2年6个月。

## 事件经过
2017年2月9日，浙江省卫生和计划生育委员会网站发布一起重大医疗事故通报，指2017年1月26日接获浙江省中医院消息，该院一名医务人员严重违反操作流程，重复使用一次性使用的吸管，致使治疗者暴露于HIV感染风险中。通报指，经疾控部门核查后确定5名感染者。通报还指出，医院的院长、副院长、分管副院长、检验科主任、医务部主任、院感科科长已经被免去行政职务，其中院长、副院长、分管副院长被免去党内职务并被予以党内严重警告处分。另指出，对事故直接负责的医务人员因涉嫌医疗事故罪已被立案侦查，采取刑事强制措施。2018年5月28日，涉事技术人员的医疗事故罪判决在中国裁判文书网上公开，显示杭州市上城区法院于2017年12月12日判处这名技术人员因医疗事故罪入狱二年六个月。
法院判决文书显示，2016年12月30日上午，涉案检验科技术员独自进行“封闭抗体治疗”项目期间抱持侥幸心理，违反“一人一管一抛弃”之规程，重复使用吸管，致使34名受治疗者暴露于交叉感染的风险下。事件中首报感染HIV的男子告知法院，自己于2016年12月1日与朋友发生危险性行为后感到不适，在同月确诊HIV感染，期间其妻子在浙江省中医院进行治疗。医院记录和主治医师证词显示，该男子在项目开始前包括HIV检测在内的身体排查中并无发现异常。2017年1月24日下午，该男子的妻子将丈夫感染HIV之事告知自己在浙江省中医院的妇科主治医师，主治医师随即上报医院。当日下午，涉案检验科技术员了解到HIV感染事态后，主动上报医院受治疗者感染风险。至2017年2月7日确认有5名女性感染，且病毒毒株与首报感染男子之毒株高度同源。2月8日，涉案技术员在时任浙江省中医院院长陪同下向杭州市上城区公安局投案自首。
依据医疗事故调查报告和专家组意见，涉案技术员违反《艾滋病防治条例》第三十三条及浙江省中医院《加样器使用、维护标准操作程序》有关规定，因此事故属于“因医院技术人员严重违反操作规程，造成交叉污染”所造成的“医源性艾滋病病毒感染事件”。法庭承认涉案人员自首情节，但不支持从轻处罚，判处涉案技术人员因医疗事故罪获有期徒刑二年六个月。

## 事件反响
事故于2017年2月9日由官方公告后，引发媒体报道和各方讨论。BBC报道指，官方通报未告知有多少患者受到HIV暴露的威胁以及感染后相应的处理，并且引述了网友对事件相关的批评，BBC和新闻周刊的报道还将事件与河南血祸联系。法新社指2月9日起官方开始审查关于此次事故的网络讨论，9日下午医院官网已经离线，媒体报道和网友批评性留言被删除。自由亚洲电台指官方公告未透露事件详细经过，并援引维权人士称官方公告避重就轻。新京报发表一篇评论，从医院感染的制度和落实方面的差距角度解读事件。端传媒引述网友，质疑一管多用为行业潜规则，并将事件与山东省同日爆出的乙肝医院感染事件联系。
2月10日，封面新闻-华西都市报记者前往事发医院，发现医院与事件相关的科室仍在营业，受访求医者表示未受影响。同时，院方工作人员告知记者，医院正配合公安机关和卫生主管部门调查中，受害患者将按规定妥善处理。封面新闻-华西都市报同日报道中指出，院方使用之主动免疫疗法存在安全性和有效性争议，指该疗法与经济利益相关，不过依照现行法律无需经过行政部门审批。
2月13日，国家卫生计生委发文指该委员会高度重视此次事故。据新华社报道与国家卫生计生委发文，国家卫生计生委已于2月3日、12日先后召开专题会议，1月31日、2月7日已派遣国家卫生计生委、国家中医药局相关负责人前往浙江进行督导事故的调查和处置，2月4日和10日国家卫生计生委已经组织两次针对医疗安全事件的专家专题研究并要求各机构提高安全意识、深刻汲取教训、加强安全监管。2月17日，检查日报记者从最高人民检察院获悉，浙江省人民检察院已经提前介入相关案件调查与取证。
事故相关案件判决公开后，京东集团总裁刘强东在微头条上转发并评论新闻，认为判决过轻。